# G-14 Inmobiliarias
G-14 Inmobiliarias es un grupo empresarial español, formado por 13 de las principales compañías constructoras españolas.
La mayoría de ellas cotiza en bolsa y mantiene participaciones en otras grandes empresas cotizadas y en otros sectores de actividad.
Su creación se produjo en Madrid, a finales del año 2007.

## Objetivos
El G-14 se constituye como grupo organizado para la defensa de sus intereses empresariales y el desarrollo de todo tipo de acuerdos y medidas que redunden en la defensa de la actividad. Entre sus actividades, se encuentran publicaciones y estudios sobre la evolución y previsiones del sector inmobiliario en España.

## Historia

### Crisis 2007-2008
Durante finales del 2007 y principios de 2008 varias de las grandes inmobiliarias españolas han pasado problemas financieros para hacer frente a las deudas contraídas con entidades financieras.
- Inmobiliaria Colonial, 8.500 millones de euros con cuatro bancos, Calyon, Eurohypo, Royal Bank of Scotland y Goldman Sachs
- Martinsa-Fadesa, 5.153 millones de deuda a finales de 2007, el 14 de julio de 2008 presenta el concurso de acreedores.
- Habitat Inmobiliaria, en marzo del 2007, adquirió la división inmobiliaria de Grupo Ferrovial mediante un crédito sindicado de 1.745 millones de Euros firmado con 38 bancos y cajas.

### Antiguos integrantes
- Inmobiliaria Colonial
- Renta Corporación
- Inmobiliaria Chamartín

## Integrantes
El G-14 está integrado por las siguientes empresas:
| Inmobiliaria                   | Estado                              | Deuda | Facturación 2009 | Benificios 2009 | Cotizada           | Principal accionista                  |
| ------------------------------ | ----------------------------------- | ----- | ---------------- | --------------- | ------------------ | ------------------------------------- |
| Grupo Rayet                    | Preconcursal                        | 430   | 221              | -53,8           | Su filial (Quabit) | Félix Abánades                        |
| Hercesa                        |                                     |       |                  |                 | No                 | Familia Cercadillo                    |
| Martinsa-Fadesa                | Concurso de acreedores superado     |       |                  |                 | Sí (Suspendida)    | Fernando Martín                       |
| Metrovacesa                    |                                     |       |                  |                 | No                 | Banco Santander                       |
| Nozar                          | Concurso de acreedores              |       |                  |                 | No                 | Familia Nozaleda                      |
| Parquesol                      |                                     |       |                  |                 | Su matriz          | San José                              |
| Realia                         |                                     |       |                  |                 | Sí                 | FCC                                   |
| Restaura                       |                                     |       |                  |                 | No                 | Familia Solano                        |
| Reyal Urbis                    | Concurso de acreedores (Solicitado) |       |                  | Sí              | Rafael Santamaría  |                                       |
| Vallehermoso                   |                                     |       |                  |                 | Su matriz          | Sacyr                                 |
| Montebalito                    |                                     |       |                  |                 | Sí                 | José Alberto Barreras Barreras        |
| Level                          |                                     |       |                  |                 | No                 |                                       |
| Grupo Inmobiliario Ferrocarril |                                     |       |                  |                 | No                 | Valdeobispo y Sierra de Almaraz, S.L. |

## Empresarios  del sector inmobiliario
Algunos de los más nombres que destacan en el sector inmobiliario español son: Luis Portillo, Luis Nozaleda, Román Sanahuja, José Luis Núñez y Fernando Martín Álvarez.